# Emiliano Grassi
Emiliano Grassi (Montevideo, 12 de mayo  de 1985) es director de cine, realizador, editor y docente de Comunicación Audiovisual uruguayo. 

## Biografía
Estudió Comunicación Audiovisual en la Universidad ORT Uruguay. Realizó cursos en la Escuela de Cine de Uruguay y en la Universidad Estatal de Pensilvania.
En 2012 dirige su primer cortometraje documental "Mario", que obtuvo Mención Especial en el Festival de Cine de Montevideo y el Primer Premio en el Festival Internacional de Cine de Rosario, Argentina. 
En 2015 codirige "Victor" cortometraje documental con el que recorre el país. El mismo año es seleccionado en DOC Montevideo su proyecto de serie web "Habitación", que fuera estrenado un año más tarde en plataformas virtuales.
En 2017 dirige el largometraje "Pecera", donde retrata la ocupación de empresa FRIPUR por parte de sus empleados. La película trata del Caso Fripur y se destaca por "su realización prolija, con encuadres cuidados, imágenes claras y preocupación por la articulación rítmica en el montaje". " También brinda una mirada desprejuiciada y cercana del conflicto que dejó a más de 890 trabajadoras sin su puesto de trabajo "este documental nos permite conocer, acompañar, visibilizar, dejando doler la frustración por una sociedad que no logra garantizar el ejercicio de los derechos mínimos que ella misma tiene instituidos." En 2017 fue destacado como uno de los mejores documentales de la última década en Uruguay.
En 2020 presentó en varios festivales de cine alrededor del mundo su cortometraje "Derrotar al Movimiento", y fue seleccionado para participar en BIENALSUR.
La lucha de la social y el lugar de la memoria son temas recurrentes en su filmografía.
En 2019 dirige "Derrotar al movimiento" su primer cortometraje de ficción experimental que recorrió festivales alrededor del mundo, destacándose en Festivales de España y Estados Unidos.
En 2014 el entonces presidente de Uruguay, José Mujica, hizo referencia a la situación del niño que retrató Grassi en uno de sus cortometrajes.

## Distinciones
Mario
- Festival Internacional de Cine de Montevideo  (Mención Especial, 2013)
- Festival Internacional de cine De Rosario (Mención Especial, 2013)
- Festival Internacional de cine de Uruguay
- Festival Internacional de Cine de Arica Nativa
- Festival internacional de Adolescencia e Infancia de Bogotá
- Festival de Cine Nuevo Detour
- Atlantidoc

Victor
- Festival Internacional de Cine de Uruguay
- Festival de Cine Nuevo Detour
- Festival Internacional de Cine de Derechos Humanos
- Atlantidoc

Habitación Serie web
- Selección Pitching Doc Montevideo

Pecera
- Selección Oficial Festival Internacional de Cine de Uruguay (2017)
- Selección Oficial Festival Internacional de Cine de Santiago de Compostela (2017)
- Festival de Cine Detour
- Atlatidoc
- Festival de Cine Globale
- Festival Internacional de Cine Envigado

Derrotar al movimiento
- Selección Oficial Festival Internacional de Cine de Uruguay
- Selección Oficial Festival de Cine Nuevo Detour
- Selección Oficial Festival internacional de Cine de Cataluya
- Selección Oficial Festival internacional de Cine de Monterrey
- Selección Oficial BIENALSUR
- Selección Oficial Proyector Madrid